# Kasal Popular de Flora
El Kasal Popular del carrer Flora fou un dels primers centre okupa de la Ciutat de València. L'edifici okupat era l'antiga fàbrica de Juan Pampló, i es trobava al Carrer de Flora, al barri de Trinitat. Fou okupat el 30 d'abril del 1991, un any i mig després de la primera okupa de la ciutat, la situada al Carrer de Palma, número 5.
El dia de la seua okupació es va fer un passacarrer pel Barri del Carme, pels volts de l'okupa del carrer de Llíria. Mentrestant, un grup d'okupes entrava al casal de Flora, i per a quan es va aconseguir, un centenar d'okupes creuaren el llit del Túria i es reuniren al nou local. L'èxit de l'experiència tingué un efecte multiplicador, fent que a partir d'aquell moment hi hagueren més okupacions en la ciutat.
Fou un centre de gran importància per al punk valencià, on fins i tot uns aleshores desconeguts Green Day tocaren davant d'una trentena de persones el 1991. Allà es van vore també alguns dels primers graffiti de la Ciutat, havent obres d'Esik per la rodalia.
Un dels seus habitants fou l'antifeixista Davide Ribalta, assassinat el 4 de desembre del 1993 per tres avalotadors feixistes. Finalment, el centre fou desallotjat el 20 de novembre del 1996.